# Кіріченко Володимир Іванович
Володимир Іванович Кіріче́нко (нар. 10 листопада 1946, селище Олександрівка, Єйський район, Краснодарський край, СРСР) — український зв'язківець. Заслужений працівник сфери послуг України.

## Життєпис
- 1966 — закінчив Київський політехнікум зв'язку за спеціальністю радіозв'язок та радіомовлення.
- 1973 — закінчив Одеський електротехнічний інститут зв'язку за спеціальністю радіозв'язок і радіомовлення.
- 1978 — закінчив аспірантуру.

Працював викладачем, завідувачем сектору проектно-конструкторського бюро, головним конструктором проекту, завідувачем відділу систем виробничого зв'язку Науково-дослідного інституту будівельного виробництва, технічним директором асоціації «Астра», комерційним директором ТОВ «Енеркон».
З березня 1998 по 2015 — працював у ДП «Український державний центр радіочастот» — начальником відділу радіочастотного контролю, начальником служби радіомоніторингу, заступником начальника Державної інспекції електрозв язку України — начальником Державної інспекції електрозв'язку по м. Києву та Київській області, начальником служби інспекцій електрозв'язку ДІЕ України, начальником управління РЕЗ та ВП — заступником начальника Центру (з серпня 2006 по 2015).

## Відзнаки
- Заслужений працівник сфери послуг України.
- Нагороджений орденом «За заслуги» ІІІ ступеня (Указ Президента України № 500/2012 від 24 серпня 2012 року).